# رالی مونت کارلو ۲۰۲۳
رالی مونت کارلو ۲۰۲۳ (همچنین با عنوان ۹۱امین رالی اتومبیل مونت-کارلو نیز شناخته می‌شود) یک رویداد اتومبیل رانی برای خودروهای  رالی بود که طی چهار روز بین ۱۹ و ۲۲ ژانویه ۲۰۲۳ برگزار شد. این رویداد نود و یکمین دوره رالی مونت کارلو بود، این رالی اولین دور از مسابقات رالی قهرمانی جهان ۲۰۲۳، مسابقات رالی قهرمانی جهان-۲ و رالی قهرمانی جهان-۳ بود. این رویداد ۲۰۲۳ در مونت کارلو، موناکو برگزار شد که شامل هجده مرحله ویژه به طول مسافت تقریبی ۳۲۵٫۰۲ کیلومتر (۲۰۱٫۹۶ مایل)

## فهرست ورودی

### رالی۱
| شماره. | راننده           | نقشه‌خوان       | تیم                          | خودرو                   | وضعیت قهرمانی             | تایر |
| ------ | ---------------- | -------------- | ---------------------------- | ----------------------- | ------------------------- | ---- |
| 4      | اساپکا لاپی      | یان فرم        | هیوندای شل موبیلز دبلیوآرتی  | هیوندای آی۲۰ ان رالی۱   | راننده, Co-راننده, سازنده | P    |
| 6      | دنی سوردو        | کاندیدو کاررا  | هیوندای شل موبیلز دبلیوآرتی  | هیوندای آی۲۰ ان رالی۱   | راننده, Co-راننده, سازنده | P    |
| 7      | پیر لوئی لوبت    | نیکلاس گیلسول  | ام-اسپرت فورد دبلیوآرتی      | فورد پوما رالی۱         | راننده, Co-راننده, سازنده | P    |
| 8      | اوت تاناک        | مارتین جروئوجا | ام-اسپرت فورد دبلیوآرتی      | فورد پوما رالی۱         | راننده, Co-راننده, سازنده | P    |
| 9      | جوردن سردریدیس   | فردریک میکلوت  | ام-اسپرت فورد دبلیوآرتی      | فورد پوما رالی۱         | راننده, Co-راننده         | P    |
| 11     | تیری نوویل       | مارتین ویدایگه | هیوندای شل موبیلز دبلیوآرتی  | هیوندای آی۲۰ ان رالی۱   | راننده, Co-راننده, سازنده | P    |
| 17     | سباستین اوژیه    | وینسنت لندی    | تویوتا گازو ریسینگ دبلیوآرتی | تویوتا جی‌ار یاریس رالی۱ | راننده, Co-راننده, سازنده | P    |
| 18     | تاکاموتو کاتسوتا | آرون جانستن    | تویوتا گازو ریسینگ دبلیوآرتی | تویوتا جی‌ار یاریس رالی۱ | راننده, Co-راننده         | P    |
| 33     | الفین ایوانز     | اسکات مارتین   | تویوتا گازو ریسینگ دبلیوآرتی | تویوتا جی‌ار یاریس رالی۱ | راننده, Co-راننده, سازنده | P    |
| 69     | کاله رووانپرا    | یون هالتونن    | تویوتا گازو ریسینگ دبلیوآرتی | تویوتا جی‌ار یاریس رالی۱ | راننده, Co-راننده, سازنده | P    |

## جدول رده‌بندی قهرمانی
| 1 | جدید | سباستین اوژیه | 26 | جدید | وینسنت لندی    | 26 | جدید | تیم رالی جهانی تویوتا گازو ریسینگ | 51 |
| 2 | جدید | کاله رووانپرا | 23 | جدید | یون هالتونن    | 23 | جدید | هیوندای شل موبیلز دبلیوآرتی       | 27 |
| 3 | جدید | تیری نوویل    | 17 | جدید | مارتین ویدایگه | 17 | جدید | ام-اسپرت فورد دبلیوآرتی           | 16 |
| 4 | جدید | الفین ایوانز  | 15 | جدید | اسکات مارتین   | 15 |      |                                   |    |
| 5 | جدید | اوت تاناک     | 14 | جدید | مارتین جروئوجا | 14 |      |                                   |    |

یادداشت‌ها
1. ↑  اگرچه این رالی در فرانسه برگزار شد، اما فدراسیون بین‌المللی اتومبیل‌رانی فرانسه کشور میزبان را نمی‌داند.